# Quattro Giorni di Dunkerque 1975
La Quattro Giorni di Dunkerque 1975, ventunesima edizione della corsa, si svolse dal 7 all'11 maggio su un percorso di 977 km ripartiti in 5 tappe (la terza suddivisa in due semitappe), con partenza e arrivo a Dunkerque. Fu vinta dal belga Freddy Maertens della Carpenter-Confortluxe-Flandria davanti ai francesi Jean-Pierre Danguillaume e Bernard Thévenet.

## Tappe
| Tappa  | Data      | Percorso                                                        | km   | Vincitore di tappa       | Leader cl. generale |
| ------ | --------- | --------------------------------------------------------------- | ---- | ------------------------ | ------------------- |
| 1ª     | 7 maggio  | Dunkerque > Valenciennes                                        | 210  | Jean-Pierre Danguillaume | Freddy Maertens     |
| 2ª     | 8 maggio  | Valenciennes > San Quintino                                     | 198  | Geert Malfait            | Freddy Maertens     |
| 3ª-1ª  | 9 maggio  | San Quintino > Saint-Amand-les-Eaux                             | 144  | Marc Demeyer             | Freddy Maertens     |
| 3ª-2ª  | 9 maggio  | Saint-Amand-les-Eaux > Saint-Amand-les-Eaux (cron. individuale) | 12,7 | Freddy Maertens          | Freddy Maertens     |
| 4ª     | 10 maggio | Saint-Amand-les-Eaux > Dunkerque                                | 200  | Bert Pronk               | Freddy Maertens     |
| 5ª     | 11 maggio | Dunkerque > Dunkerque                                           | 212  | René Dillen              | Freddy Maertens     |
| Totale | Totale    | Totale                                                          | 977  |                          |                     |

## Dettagli delle tappe

### 1ª tappa
- 7 maggio: Dunkerque > Valenciennes – 210 km

| Pos. | Corridore                | Squadra    | Tempo    |
| ---- | ------------------------ | ---------- | -------- |
| 1    | Jean-Pierre Danguillaume | Peugeot    | 5h28'22" |
| 2    | Freddy Maertens          | Carpenter  | s.t.     |
| 3    | Roy Schuiten             | Ti-Raleigh | s.t.     |

| Pos. | Corridore       | Squadra   | Tempo |
| ---- | --------------- | --------- | ----- |
| 1    | Freddy Maertens | Carpenter |       |

### 2ª tappa
- 8 maggio: Valenciennes > San Quintino – 198 km

| Pos. | Corridore                | Squadra    | Tempo    |
| ---- | ------------------------ | ---------- | -------- |
| 1    | Geert Malfait            | Maes Pils  | 5h06'50" |
| 2    | Ferdinand Bracke         | Ti-Raleigh | s.t.     |
| 3    | Jean-Pierre Danguillaume | Peugeot    | a 4"     |

| Pos. | Corridore       | Squadra   | Tempo |
| ---- | --------------- | --------- | ----- |
| 1    | Freddy Maertens | Carpenter |       |

### 3ª tappa - 1ª semitappa
- 9 maggio: San Quintino > Saint-Amand-les-Eaux – 144 km

| Pos. | Corridore     | Squadra    | Tempo    |
| ---- | ------------- | ---------- | -------- |
| 1    | Marc Demeyer  | Carpenter  | 3h06'33" |
| 2    | Gerard Vianen | Gan        | s.t.     |
| 3    | Wim de Waal   | Ti-Raleigh | a 24"    |

| Pos. | Corridore       | Squadra   | Tempo |
| ---- | --------------- | --------- | ----- |
| 1    | Freddy Maertens | Carpenter |       |

### 3ª tappa - 2ª semitappa
- 9 maggio: Saint-Amand-les-Eaux > Saint-Amand-les-Eaux (cron. individuale) – 12,7 km

| Pos. | Corridore                | Squadra    | Tempo  |
| ---- | ------------------------ | ---------- | ------ |
| 1    | Freddy Maertens          | Carpenter  | 16'17" |
| 2    | Jean-Pierre Danguillaume | Peugeot    | a 8"   |
| 3    | Roy Schuiten             | Ti-Raleigh | a 11"  |

| Pos. | Corridore       | Squadra   | Tempo |
| ---- | --------------- | --------- | ----- |
| 1    | Freddy Maertens | Carpenter |       |

### 4ª tappa
- 10 maggio: Saint-Amand-les-Eaux > Dunkerque – 200 km

| Pos. | Corridore       | Squadra    | Tempo    |
| ---- | --------------- | ---------- | -------- |
| 1    | Bert Pronk      | Ti-Raleigh | 4h52'34" |
| 2    | Willy Teirlinck | Gitane     | a 1'09"  |
| 3    | Freddy Maertens | Carpenter  | s.t.     |

| Pos. | Corridore       | Squadra   | Tempo |
| ---- | --------------- | --------- | ----- |
| 1    | Freddy Maertens | Carpenter |       |

### 5ª tappa
- 11 maggio: Dunkerque > Dunkerque – 212 km

| Pos. | Corridore         | Squadra   | Tempo    |
| ---- | ----------------- | --------- | -------- |
| 1    | René Dillen       | Gitane    | 5h28'40" |
| 2    | Robert Bouloux    |           | s.t.     |
| 3    | Walter Planckaert | Maes Pils | a 9"     |

| Pos. | Corridore                | Squadra   | Tempo     |
| ---- | ------------------------ | --------- | --------- |
| 1    | Freddy Maertens          | Carpenter | 24h19'28" |
| 2    | Jean-Pierre Danguillaume | Peugeot   | a 14"     |
| 3    | Bernard Thévenet         | Peugeot   | a 25"     |

## Classifiche finali

### Classifica generale
| Pos. | Corridore                | Squadra                        | Tempo     |
| ---- | ------------------------ | ------------------------------ | --------- |
| 1    | Freddy Maertens          | Carpenter-Confortluxe-Flandria | 24h19'28" |
| 2    | Jean-Pierre Danguillaume | Peugeot-BP-Michelin            | a 14"     |
| 3    | Bernard Thévenet         | Peugeot-BP-Michelin            | a 25"     |
| 4    | Roy Schuiten             | Ti-Raleigh                     | a 34"     |
| 5    | Gerard Vianen            | Gan-Mercier-Hutchinson         | a 35"     |
| 6    | René Pijnen              | Ti-Raleigh                     | a 45"     |
| 7    | Yves Hézard              | Gan-Mercier-Hutchinson         | a 55"     |
| 8    | Georges Pintens          | Maes Pils-Watney               | a 1'02"   |
| 9    | Aad van den Hoek         | Ti-Raleigh                     | s.t.      |
| 10   | Barry Hoban              | Gan-Mercier-Hutchinson         | a 1'22"   |